# Jacques Charpentier (Komponist)

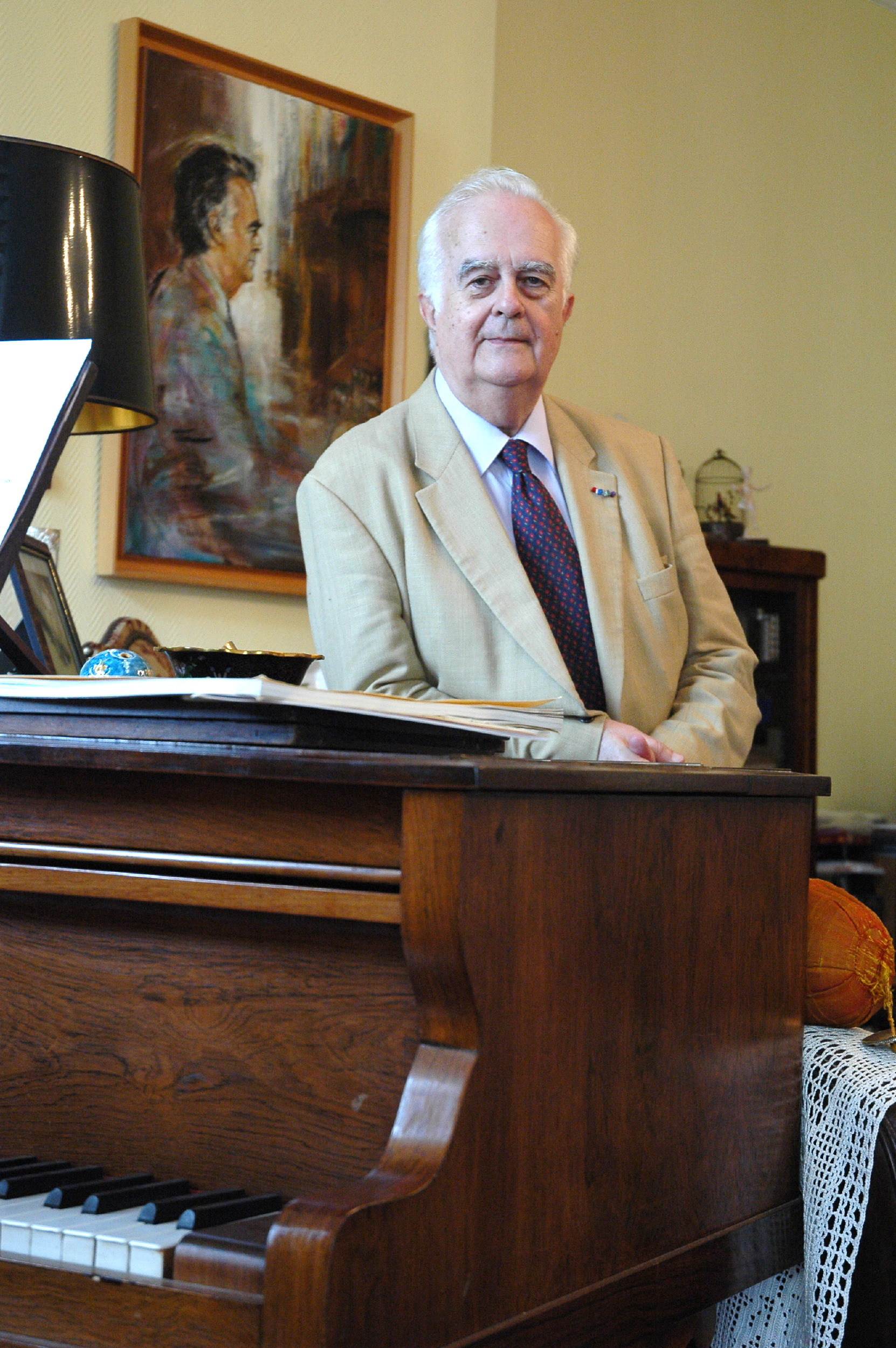
Jacques Charpentier, 2006

Jacques Charpentier (* 18. Oktober 1933 in Paris; † 15. Juni 2017 in Lézignan-Corbières) war ein französischer Komponist und Organist.

## Werdegang
Charpentier nahm in seiner Jugend Klavierunterricht und studierte 1953–54 traditionelle indische Musik in Bombay und Kalkutta. Nach seiner Rückkehr nach Frankreich studierte er am Conservatoire de Paris als Schüler von Tony Aubin und Olivier Messiaen. 1957 begann er mit einer Kompositionsreihe für Klavier über die 72 Modi der Karnatischen Musik, die bei ihrer Vollendung 1984 zwölf Bände umfasste.
1966 ernannte ihn André Malraux zum Generalinspektor für Musik des französischen Staatsministeriums für Kultur. Er hatte diese Stelle bis 1981 inne. Neben seinen Verwaltungsaufgaben komponierte Charpentier etwa 150 Werke, darunter mit Béatris de Planissolas 1971 die erste Oper in okzitanischer Sprache, und betätigte sich als Organist.

## Werke
- La Créacion für Orgel
- L’Ange à la Trompette
- Messe pour tout le Temps
- Prélude & Allegro für Tuba und Klavier
- Quatuor de forme Liturgique
- Le Redemption für Orgel
- Gavambodi für Saxophon und Klavier
- Prelude für Streicher
- Symphonie Nr. 6 für Orchester und Orgel
- 72 Etudes karnatiques für Klavier